# Ponta Aguda
Mirante localizado no ponto mais elevado entre as praias da Ponta Aguda e a Praia da Figueira
Ponta Aguda é uma praia quase deserta e com pouca infra estrutura, com acesso pela Praia da Tabatinga na divisa entre Ubatuba e Caraguatatuba.
Em uma das pontas da praia, o mar forma uma piscina natural entre as pedras. Um córrego de águas limpas deságua no mar. A praia possui duas bicas com água potável para uso dos banhistas. Possui um camping no local.
Fica próxima à Ilha do Tamanduá e com vistas para a Ilhabela (Ilha de São Sebastião).